# بخش الانسون
بخش الانسون (به فرانسوی: Arrondissement d'Alençon) یک بخش در فرانسه است که در اورن واقع شده‌است.